# Dayan (köpinghuvudort i Kina, Zhejiang Sheng, lat 29,51, long 121,30)
Dayan (kinesiska: 大堰, 大堰镇) är en köpinghuvudort i Kina. Den ligger i provinsen Zhejiang, i den östra delen av landet, omkring 140 kilometer sydost om provinshuvudstaden Hangzhou. Antalet invånare är 11 126. Befolkningen består av 5 407 kvinnor och 5 719 män. Barn under 15 år utgör 9,0 %, vuxna 15-64 år 65 %, och äldre över 65 år 24,0 %.
Runt Dayan är det tätbefolkat, med 266 invånare per kvadratkilometer. Närmaste större samhälle är Fenghua, 19,5 km nordost om Dayan. I omgivningarna runt Dayan växer i huvudsak blandskog.
Genomsnittlig årsnederbörd är 2 140 millimeter. Den regnigaste månaden är augusti, med i genomsnitt 364 mm nederbörd, och den torraste är januari, med 70 mm nederbörd.